# فينكس (القناص)
فينكس (بالإنجليزية:Finx) عضو من عصابة العنكبوت في أنمي ومانغا القناص، طوله 1.85 متراً ووزنه حوالي 85 كيلوغراماً. دخل مع باقي أفراد العصابة إلى لعبة جزيرة الطمع باستثناء كرولو حيث ختم كورابيكا على النين خاصته بواسطة سلسلة الشرط. اقتبس اسمه من أبو الهول.

## صفاته
فينكس شخص قوي وفي الوقت عينه مستخدم نين بارع. فيتان وفينكس يشكلان ثنائياً جيداً.

## ملابسه
غالباً ما يرتدي فينكس زياً يشبه زي المصريين، مع قبعة عليها رسم كوبرا، وأحياناً، وخصوصاً اثناء القتال يستبدلها ببذلة رياضية.